# Me & the Rhythm
Me & the Rhythm là một bài hát của nữ ca sĩ Selena Gomez dưới dạng đĩa đơn quảng bá cho album phòng thu thứ hai của cô Revival (2015). Nó được phát hành vào ngày 2 tháng 10 năm 2015 trên iTunes. Bài hát được viết bởi Gomez, Mattman và Robin, Julia Michaels & Justin Tranter. Mattman và Robin cũng đứng ra sản xuất bài hát. 

## Danh sách bài hát
- Tải nhạc số[2]

1. "Me & the Rhythm" – 3:33

## Xếp hạng
| Bảng xếp hạng (2015)                          | Vị trí cao nhất |
| --------------------------------------------- | --------------- |
| Canada (Canadian Hot 100)                     | 57              |
| Cộng hòa Séc (Singles Digitál Top 100)        | 83              |
| Pháp (SNEP)                                   | 143             |
| Slovakia (Singles Digitál Top 100)            | 68              |
| US Bubbling Under Hot 100 Singles (Billboard) | 6               |